# Sous-région de Jämsä
La Sous-région de Jämsä (finnois : Jämsän seutukunta) est une sous-région de la Finlande centrale. 

## Municipalités
Au niveau 1 (LAU 1) des unités administratives locales définies par l'Union européenne la sous-région de Jämsä porte le numéro 134.
La sous-région de Jämsä regroupe les municipalités suivantes : 
| Blason             | Municipalité             |
| ------------------ | ------------------------ |
| Jämsän vaakuna     | Jämsä (ville)            |
| Kuhmoisten vaakuna | Kuhmoinen (municipalité) |

## Population
Depuis 1980, l'évolution démographique de la sous-région de Jämsä est la suivante:
| Année      | 1980   | 1985   | 1990   | 1995   | 2000   | 2005   | 2010   |
| ---------- | ------ | ------ | ------ | ------ | ------ | ------ | ------ |
| population | 30 094 | 29 554 | 29 433 | 29 154 | 27 996 | 27 132 | 25 245 |

## Politique
Les résultats de l'élection présidentielle finlandaise de 2018 sont:
- Sauli Niinistö   65.3%
- Paavo Väyrynen   8.2%
- Laura Huhtasaari   7.9%
- Pekka Haavisto   6.8%
- Matti Vanhanen   4.1%
- Tuula Haatainen   4.0%
- Merja Kyllönen   3.3%
- Nils Torvalds   0.4%